# 해리 프랑크푸르트

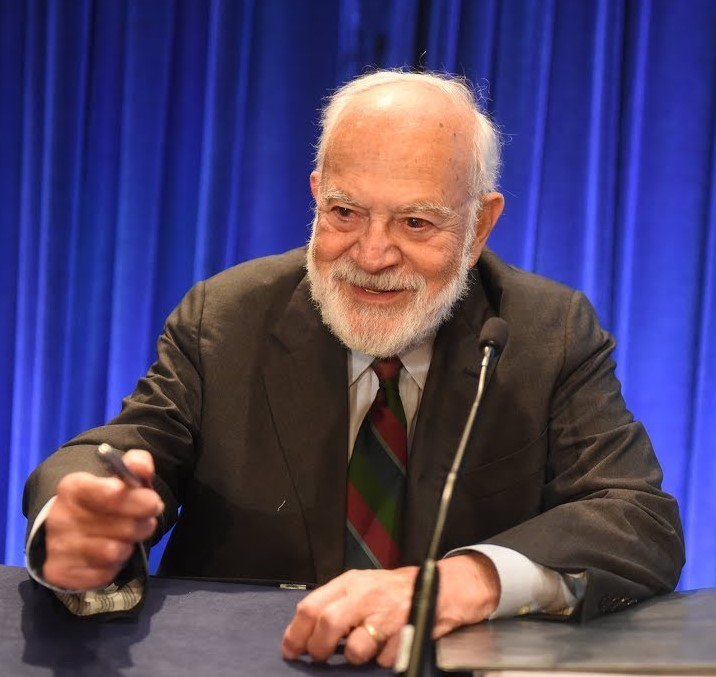
해리 프랑크푸르트(2017년)

해리 프랑크푸르트(Harry Gordon Frankfurt, 1929년 5월 29일~2023년 7월 16일)는 미국의 철학자이자 수필가이다.

## 철학
그의 주요 관심 영역에는 윤리학, 심리 철학, 17세기 합리주의가 있다. 그의 "bullshit"에 대한 철학적 작품인 "On Bullshit" (1986)은 2005년에 한 권의 책으로 다시 출판되었으며 베스트셀러가 되었다.
철학자들 사이에서 그는 데카르트의 합리주의에 대한 해석으로 알려져 있다.

## 같이 보기
- 미국 철학